# Felttoget i Nordkina 1926-1928
Felttoget i Nordkina 1926-1928 (北伐, Běifá) var et militært felttog ledet af Kuomintang (KMT) fra 1926 til 1928. Målet var at sprede den kinesiske revolution og at genforene landet, som i mange landsdele var opdelt blandt lokale krigsherrer.
Felttoget i Nordkina fandt først sin endelige afslutning, da den nationale revolutionshær erobret Peking den (8. juni 1928) og med det banede vejen for Kinas genforening i 1928.

## Felttogets mål
Felttoget begyndte fra Kuomintangs (KMTs) magtbase i provinsen Guangdong. I 1925 opfordredede 30. maj-bevægelsen til strejker og protester mod de vestlige imperialister og deres håndlangere krigsherrerne. Samtidig blev der sat spørgsmålstegn ved alliancen mellem KMT og det kinesiske kommunistparti som følge af episoden med krigsskibet Zhongshan i marts 1926, og de efterfølgende hændelser førte til, at Chiang Kai-shek i praksis blev KMT øverste leder. Selv om Chiang forholdt sig tvivlende til Sun Yat-sens alliancepolitik i forhold til Sovjetunionen og det kinesiske kommunistparti, havde han fortsat behov for sovjetisk militærhjælp, og kunne derfor indtil videre ikke ændre denne alliance. Chiang havde behov for en måde at kunne befæste sin lederstilling og synliggøre sit militære talent på. Fra sovjetisk og kommunistisk side havde man på sin side endnu mere behov for at opretholde alliancen, end Chiang selv havde, for de så sig bedst tjent med at vise venskab med KMT. Dermed så alle nævnte tre parter sig tjent med at medvirke til felttoget mod Nordkina og så i dette et middel til at løse egne problemer.
Krigsmålet var især at uskadeliggøre tre særligt mægtige og berygtede kinesiske krigsherrer: Zhang Zuolin som herskede i Manchuriet, Wu Peifu på centralsletten samt (Zhōngyuán), og Sun Chuanfang ved østkysten. Efter råd fra den russiske general Vasilij Bljukher (med pseudonymet Galen), bestemte man sig til at bruge al sin magt for at bekæmpe disse krigsherrer, den ene efter den anden: først Wu, så Sun, og til sidstt Zhang. Chiang indledte felttoget med en tale til sine 100.000 soldater den 9. juli 1926. Hans hær var ledet af officerer, som var blevet uddannet ved militærakademiet i Whampoa og bevæbnet af russerne. Disse styrker var langt bedre organiserede end krigsherrernes styrker, de havde også bedre våben, gode rådgivere og kommissærer fra kommunistpartiet, som skulle egge dem til dåd. Dev blev også opfattet på som en folkelig befrielseshær og blev derfor taget vel imod af befolkningen efterhånden, som de rykkede ind i nye områder. Det viste sig at gå let at rykke frem fra Perlefloden til Yangtze, hvilket skete på under et halvt år, og på vejen nedkæmbe Wus og Suns hovedstyrker, og samtidig øge egne troppestyrker fra 100.000 til 250.000 mand.

## Resultat
I eftertiden anså de fleste kinesere fettoget 1926-1928 som en positiv begivenhed, efter som den bragte en afslutning på de førhen kaotiske tilstande i landet og førte til fremkomsten af en stærk centralregering. Men strengt taget formåede man ikke med felttoget fuldt ud at løse krigsherreproblemerne. Der var mange krigsherrer tilbage også efter felttoget, og flere af dem havde kommandoen over store styrker.
Efter, at stærke krigsherrer som Wu og Sun havde mistet deres hidtidige magt, fromkom der flere nye grupperinger, og nye krigsherrer voksede sig stærke: Chiang, Li Zongren og hans nye Guangxi-klike opstod, ligeså Yan Xishans Shanxi-klike, Feng Yuxiang og Guominjunklike (eller nordvest-kliken), og Zhang Xueliang og Fengtian-kliken (eller nordøst-kliken).
De lokale krigsherrer rundt om i provinserne havde gode muligheder for at styrke deres stilling i det vakuum, som opstod: Tang Shengzhi i Hunan, Chiang Kuang-Nai i Fujian, Sheng Shicai i Xinjiang, Long Yun i Yunnan, Wang Jialie i Guizhou, Liu Xiang og Liu Wenhui med Sichuan-kliken, Han Fuqu i Shandong, Bie Tingfang i Henan, Ma-kliken til Ma Bufang og hans familie i Qinghai, Ma Hongkui i Ningxia, Ma Zhongyin i Gansu, Chen Jitang og Guangdong-kliken, Lu Diping i Jiangxi, og Jing Yuexiu i Shaanxi.
De krige, som siden fulgte mellem skiftende alliancer af krigsherrer, skulle blive et stort problem gennem 1930'erne, og flere menneskeliv end nogensinde siden Qing-dynastiets fald gik tabt.
Alligevel var udfaldet at felttoget for Chiang ganske tilfredsstillende, for det bevirkede, at hans lederstilling nu blev sikret. Med tiden udvirkede han, at det militære lederskab blev vigtigere end det politiske lederskab over KMT, og dette lagde grunden for hans senere diktatoriske styre.
Endnu før krigsmålene var nåede, brød alliancen mellem KMT og kommunisterne sammen. Det skete i april 1927, og dette brud skulle blive indledningen til den kinesiske borgerkrig mellem nationalister og kommunister.
Felttoget 1926-1928 var den ene af kun to gange i historien, hvor Kina formelt blev forenet efter militære fremstød fra syd. Første gang var, da Ming-dynastiet kom til magten efter at have angrebet Yuan-dynastiet sydfra.